# 유산균목
유산균목(Lactobacillales)은 간균강에 속하는 세균 목이다. 젖산균을 포함하고 있는 그람-양성균 박테리아로 후벽균문으로 분류한다. 자연에 광범위하게 분포하며, 토양과 물 그리고 식물과 동물에게서 발견된다. 요구르트와 치즈, 버터, 우락유, 케피르, 크므즈 등의 발효 음식을 만드는 데 널리 이용된다. 또한 젖산균은 와인 생산 과정의 젖산 발효(유산 발효), 자우어크라우트를 만들기 위해 소금에 절인 양배추를 발효시키는 데에도 쓰인다.

## 하위 과
- 아이로콕쿠스과 (Aerococcaceae)
- 카르노박테리움과 (Carnobacteriaceae)
- 장내구균과 (Enterococcaceae)
- 유산균과 (Lactobacillaceae)
- 레우코노스톡과 (Leuconostocaceae)
- 연쇄상구균과 또는 스트렙토콕쿠스과 (Streptococcaceae)